# Victimisation
En psychologie, la victimisation est le fait de se poser comme victime d'un acte dans le but de susciter un sentiment de pitié ou de culpabilité.
En criminologie et victimologie, la victimisation désigne le processus par lequel une personne devient victime d'un acte criminel (agression, vol, viol…). L'ancien policier et psychiatre Martin Symonds distingue deux types de victimisation : la victimisation primaire (conséquences immédiates des divers préjudices — matériels, physiques et psychologiques — à la victime), la victimisation secondaire appelée aussi nouvelle victimisation, victimisation répétée, sur-victimisation ou encore re-victimisation  dans la jurisprudence de la Cour européenne des droits de l'homme (préjudice supplémentaire subi par la victime, non pas du fait de l'agresseur, mais à cause de la manière dont elle est traitée par les institutions — compagnie d'assurances, employeurs, hôpital, justice, police, presse — ou l'entourage). En France, ce combat pour faire reconnaître la victimisation secondaire est notamment porté par la militante féministe Clara Achour,. 

## Recherche
La recherche en sciences sociales sur la victimisation explore différents aspects : conséquences immédiates , matérielles , physiques et psychologiques de l'événement traumatisant , conséquences décrites sous le terme de victimisation primaire

### Stratégies d’influence
Certaines études se concentrent sur la manière dont certaines personnes peuvent utiliser la victimisation comme une stratégie de manipulation pour influencer les autres. Cela peut se produire dans des relations personnelles, des interactions professionnelles ou même à des niveaux politiques. Il s’agit d’un positionnement possible dans les rapports entre minorité et majorité.

### Dynamiques de pouvoir
La victimisation peut être étudiée dans le contexte des dynamiques de pouvoir. Par exemple, la recherche peut considérer qu’une personne adopte une position de victime pour inverser les rôles et obtenir du pouvoir ou du contrôle dans une situation donnée.

### Impact sur les relations sociales
Les sciences sociales s'intéressent à l'impact de certaines formes de victimisation sur les relations sociales. Comment cela peut influencer les perceptions des identités minoritaires, voire la dynamique des relations interpersonnelles lorsqu’un individu d’un groupe interagit avec des membres d’un autre groupe, et même la création de soutien ou de rejet au sein d'un groupe.

### Effets psychologiques
L'effet psychologique de la victimisation intentionnelle sur l'individu qui adopte cette posture peut également être exploré. Comment cette identification à un rôle de victime peut affecter l'estime de soi, la perception de soi et le bien-être émotionnel.

### Réponses sociales et individuelles
La recherche peut également aborder comment les individus et la société dans son ensemble réagissent à cette forme de victimisation. Cela peut inclure des réactions empathiques, mais aussi des mécanismes de défense ou de remise en question de la légitimité de cette posture. Ainsi, certains auteurs tels Caroline Fourest critiquent la «compétition victimaire» et l’interdiction de la Black Face et la Yellow Face qu’elle assimile à une dictature de minorités qui s’imposent à la majorité.